# Johan Radermacher
Johan Cornelis Radermacher (Middelburg, 24 november 1700 – Den Haag, 12 april 1748), telg uit een regentenfamilie, was thesaurier en rentmeester-generaal der domeinen in dienst van de Staten-Generaal. Radermacher was de eerste grootmeester van de Nederlandse vrijmetselaars.

## Familie
Johan Radermacher was een zoon van Daniël Radermacher (leefde 1664-1708), en nakomeling van Johan Radermacher de Oude (1538-1617), en diens tweede vrouw Maria Beeckman (1671-1719), een kleindochter van admiraal Witte de With. Zijn broer Samuel (leefde 1693-1761) zou in Middelburg diverse functies in de stedelijke regering bekleden, zo was hij net als Johan enige tijd griffier ter thesaurie, maar Samuel was ook schepen, raad, thesaurier en burgemeester.

## Loopbaan
Op 21-jarige leeftijd werd hij benoemd tot griffier ter thesaurie in Middelburg. Hij verhuisde naar Den Haag nadat hij op 5 Januari 1732 door de Staten Generaal werd aangesteld als thesaurier en rentmeester-generaal van de Nassause Domeinraad, als opvolger van Willem van Assendelft. Dit vindt plaats in de tijd van het tweede stadhouderloze tijdperk en prins Willem IV van Oranje-Nassau moest dulden dat de Staten-Generaal zich met zaken bemoeide die 'normaal' tot de bevoegdheden van de stadhouder behoorden, zoals de benoeming van de thesaurier en rentmeester-generaal. Radermacher genoot in zijn nieuwe baan een vergoeding van 4250 gulden per jaar. Daarnaast wist Radermacher te bedingen, dat indien zijn functie zou worden opgeheven, hij voor de rest van zijn leven een jaarlijkse schadeloosstelling van 3000 gulden zou ontvangen. Ook kreeg hij toestemming kiesheer in Middelburg en rekenmeester van de West-Indische Compagnie te mogen blijven. Ook mocht hij zijn aandeel in enkele ondernemingen in de handelsvaart behouden. Een jaar voor hij overlijdt legt Radermacher zijn werkzaamheden voor de Nassause Domeinraad neer en wordt opgevolgd door zijn neef 
Isaäc van Schinne (1721-1779).
Prins Willem IV van Oranje-Nassau benoemde o.a. op Radermacher's voorspraak de stadsarchitect van Middelburg, Jan de Munck in 1747 tot zijn astronomicus en observator in de hemelloop en sterrekunde.

## Grootmeester vrijmetselarij
Radermacher wordt op 4 maart 1735 in de loge L'Union ingewijd in de vrijmetselarij. Op 24 juni van dat jaar wordt hij verkozen tot Grootmeester van de eerste Nederlandse Grootloge gevestigd te Den Haag, de voorloper van de Orde van Vrijmetselaren onder het Grootoosten der Nederlanden. Deze loge – die zichzelf betitelde als Loge du Grand-Maître des Provinces Unies et du ressort de la Généralité – opereerde als moederloge voor andere loges in de Republiek. Zijn installatie vond plaats in de context van de oprichting van de eerste permanente loge op Nederlandse bodem, op 24 oktober 1735.
Volgens een latere verklaring uit 1765 werd bij het huwelijk van Willem IV in 1734 in Engeland een constitutie verkregen ten gunste van Radermacher "als Grootmeester van de loges in deze Republiek".
Hoewel de officiële oprichtingsdatum van de huidige Orde op 1756 is gesteld, wordt Radermacher door historici als erkend als de eerste daadwerkelijk functionerende Grootmeester in Nederland. Hij bekleedt deze functie tot zijn dood in 1748. Zijn zoon Jacobus Cornelis Matheus zou later in zijn voetsporen volgen en eveneens een voorname figuur in de vrijmetselarij zijn.

## Gezin
Radermacher trouwde 7 Mei 1728 te Rotterdam met Susanna Ignatia van Schinne (leefde 1706-1755), dochter van de oud-vicepresident van de rechtbank in die stad en Margaretha Adriana van Qualbergen. Ze hadden acht kinderen, waaronder:
- Magdalena Adriana, huwde in 1750 majoor Cornelis de Vriese.
- Johan Cornelis, onder meer ontvanger van de Admiraliteit van Amsterdam, regent van het Amsterdamse aalmoezeniershuis en het oude- mannen- en vrouwengasthuis. Woonde daar op de Prinsengracht tegenover de Amstelkerk.[4]
- Jacobus Cornelis Matheus, koloniaal ambtenaar en jurist. In 1762 oprichter van vrijmetselaarsloge La Choisie te Batavia en vanaf 1764 grootsecretaris voor de Orde der Vrijmetselarij.
- Samuel, geboren 4 juni 1748, vertrok naar Batavia waar hij onder meer pakhuismeester was. Huwde daar Cornelia Backer.

De overige kinderen overleden ongehuwd. Susanna van Schinne zal als weduwe in 1749 hertrouwen met Gosewijn Willem Hendrik Larcher (1718-1786), heer van Keenenburg, commandant van een compagnie cavalerie in het Regiment Hessen-Philipsthal.